# Пол Бітті
Пол Бітті (Бейті) (англ. Paul Beatty; нар. 9 червня 1962, Лос-Анджелес) — сучасний американський письменник та поет. Нагороджений премією Національного кола книжкових критиків та Букерівською премією у 2016 році за роман «Запроданець» (The Sellout).

## Біографія
Народився 9 червня 1962 року у Лос-Анжелесі, Каліфорнія. Закінчив Бруклінський коледж. Отримав ступінь магістра з психології у Бостонському університеті.

### Поезія
- «Великий банк захоплює маленький банк» // Big Bank Take Little Bank (1991). Nuyorican Poets Cafe Press. ISBN 0-9627842-7-3
- «Джокер, джокер, двійка» // Joker, Joker, Deuce (1994). ISBN 0-14-058723-3

### Романи
- «Виверти білого хлопця» // The White Boy Shuffle (1996). ISBN 0-312-28019-X
- «Туф» // Tuff (2000). Alfred A. Knopf. ISBN 0-375-40122-9
- «Країна сновидінь» // Slumberland (2008). Bloomsbury USA, ISBN 978-1596912410
- «Запроданець» // The Sellout (2015). New York: Farrar Straus Giroux. London: Oneworld Publications, 2016. ISBN 978-1786071477 (hardback), 978-1786070159 (paperback)

### Редактор
- Антологія афро-американського гумору // Hokum: An Anthology of African-American Humor (2006). Bloomsbury USA. ISBN 978-1596911482

### Переклади українською
- «Запроданець» (КМ-Букс, переклад Наталії Ференс, 2017)[4]

## Нагороди
- 2016 Премія Національного кола книжкових критиків, лауреат, за роман «Розпродаж».[5]
- 2016 Букерівська премія, лауреат, за роман «Розпродаж».
- 2017 Дублінська літературна премія, номінант, за роман «Розпродаж».